# جان كلود ارنو
جان كلود ارنو (بالفرنسية: Jean-Claude Arnaud )‏ (و. 1931 – 2011 م) هو ممثل، من فرنسا، توفي في باريس، عن عمر يناهز 80 عاماً.

## مناصب
تولى منصب شريك في المسرح الوطني الفرنسي ‏.

## التعليم
تعلم في المعهد الوطني العالي للفنون الدرامية ‏.

## وصلات خارجية
- جان كلود ارنو على موقع IMDb (الإنجليزية)
- جان كلود ارنو على موقع قاعدة بيانات الفيلم (الإنجليزية)